# Karin Ekelund
Anna Karin Elisabet Ekelund (født 26. maj 1913 i Ystad, død 21. december 1976 i Stockholm) var en svensk skuespillerinde, der optrådte i over 20 film mellem 1933 og 1976. Hun var bedst kendt for sin medvirken i komediefilm, men havde også seriøse roller på det store lærred. Ekelund er blandt andet berømt for sin medvirken i spillefilmen Med dig i mine arme (1940), der er instrueret af Hasse Ekman.
Ekelund studerede på Dramatens elevskola fra 1930 til 1933. Hun arbejdede på Vasateatern fra 1934 til 1936, Oscarsteatern fra 1938 til 1939 og Malmö stadsteater fra 1944.

## Udvalgt filmografi
- Giftefærdige døtre (1933)
- Nordlandsfolk (1933)
- Pigerne fra den gamle by (1934)
- Synnøve Solbakken (1934)
- Skærgårdsflirt (1935)
- Er vi gifte? (1936)
- Storm over skærene (1938)
- Et mord (1940)
- Med dig i mine arme (1940)
- Kun en kvinde (1941)
- Den store sensation (1943)
- Det sjette skud (1943)
- Narkose (1944)